# Басарбово
Басарбóво е село в Северна България. То се намира до Русе, община Русе, област Русе. Към 15.9.2022 г. населението му е 1510 души по настоящ адрес. 

## География
Селото се намира на 10,5 km от град Русе. От всички страни е заобиколено от невисоки хълмове, което води до по-мек климат от близкия град. През територията му минава река Русенски Лом, която оформя каньон, подобен на намиращия се наблизо природен парк „Русенски Лом“. Тук се намира един от най-старите катерачни обекти в България. 
В геоложката история територията на село Басарбово е била покрита от водите на Черно море. Наследството, което морето е оставило на поречното поселище, са неговите скални варовикови материали. Все още могат да се видят останките от черупките на мидички и други морски обитатели.

## История
Поселище в района съществува от дълбока древност. Намерени са многобройни тракийски оброчни плочки, най-старата от II – III век пр. Хр. с изобразен конник. Вследствие на това се вярва, че районът е място за поклонение дълго преди основаването на Басарбовския манастир.
Най-ранното споменаване на Басарбово е в османските данъчни регистри от 1431 г. Според тях, селото е съставено от 14 домакинства с предимно етнически българско население. През времето на османското владичество селото се е намирало на хълма в посока северозапад от сегашното му нахождение. След като три пъти е било опожарявано от османлиите, през 1803 г. селото се измества на сегашното си място.  През годините то приема много изселници от Балканския регион.

### Име
В най-ранните източници селото е споменато като „Манастира Басараба“. 
Предполага се, че е кръстено на Иванко I Басараб, в чиито владения е влизало. Според друга теория то е основано от преселници от Бесарабия, но това се оспорва, тъй като има доказателства, че селището е основано от заселници от балканското село Дряново.
Често селото неправилно е наричано Бесарбово, вероятно заради приликата си с Бесарабия.

## Население
Численост на населението според преброяванията през годините: 
| \| Година на преброяване \| Численост \| \| --------------------- \| --------- \| \| 1934 \| 1887 \| \| 1946 \| 1944 \| \| 1956 \| 1878 \| \| 1965 \| 1898 \| \| 1975 \| 1923 \| \| 1985 \| 1743 \| \| 1992 \| 1533 \| \| 2001 \| 1481 \| \| 2011 \| 1386 \| \| 2021 \| 1426 \| |           |
| Година на преброяване | Численост |
| 1934 | 1887      |
| 1946 | 1944      |
| 1956 | 1878      |
| 1965 | 1898      |
| 1975 | 1923      |
| 1985 | 1743      |
| 1992 | 1533      |
| 2001 | 1481      |
| 2011 | 1386      |
| 2021 | 1426      |

### Етнически състав
Преброяване на населението през 2011 г.
Численост и дял на етническите групи според преброяването на населението през 2011 г.: 
|                     | Численост | Дял (в %) |
| Общо                | 1386      | 100.00    |
| Българи             | 1346      | 97.11     |
| Турци               | 0         | 0.00      |
| Роми                | 7         | 0.50      |
| Други               |           |           |
| Не се самоопределят |           |           |
| Неотговорили        | 29        | 2.09      |

## Обществени институции
- Кметство
- Православна църква „Св. Димитър Басарбовски“
- Читалище „Св. Димитър Басарбовски“
- Основно училище „Христо Ботев“

## Културни и природни забележителности

### Басарбовски манастир
Басарбовският манастир е разположен в непосредствена близост до Басарбово. Той е основан през Втората българска държава (XII-XIV век), но най-старото му споменаване е през 1431 г. в османски данъчен регистър. Той е единственият активен скален манастир в модерната история на България.  През 1978 г. е определен за археологически паметник на културата от местно значение.
- Поречието на р. Русенски Лом в близост до Басарбово
- Поречието на р. Русенски Лом в близост до Басарбово
- Басарбовски скален манастир

## Личности
- Преподобни свети Димитър Басарбовски, български православен светец, живял през 16 век, игумен на Бесарбовския  манастир в село Басарбово, където прекарва целия си живот,а също и покровител на гр. Букурещ, където (в патриаршеската църква) са изложени и мощите му откраднати от руските войски след договора Кючук -Кайнарджа 1774 година,след войната между османската империя и Русия.

## Други
В района на селото работи предприятието за добив на варовик „Скални материали“. От работещите рудници се добива т. нар. басарбовски камък, който намира употреба в редица области. Той е използван в строителството на Дунав мост.
Басарбовски рид в Антарктика е кръстен на селото.